# Кадино Село (Прилеп)
Кадино Село (мкд. Кадино Село) је насеље у Северној Македонији, у јужном делу државе. Кадино Село припада општини Прилеп.

## Географија
Насеље Кадино Село је смештено у јужном делу Северне Македоније. Од најближег већег града, Прилепа, насеље је удаљено 12 km југозападно.
Кадино Село се налази у средишњем делу Пелагоније, највеће висоравни Северне Македоније. Село је смештено у средишњем делу поља, а најближа планина је Селечка планина, 10 km источно. надморска висина насеља је приближно 610 метара.
Клима у насељу је континентална.

## Становништво
По попису становништва из 2002. године, Кадино Село је имало 269 становника.
Претежно становништво у насељу су етнички Македонци (100%).
Већинска вероисповест у насељу је православље.